# Property Wars
Property Wars è un reality show statunitense che va in onda in Italia su Discovery Channel e DMAX.

## Trama
Le telecamere di Property Wars seguono un gruppo di compratori del settore immobiliare che si trova a Phoenix in Arizona, che fanno offerte ad aste per l'acquisto di case pignorate senza essere in grado di guardare dentro l'immobile.
Ogni episodio comincia con il gruppo di membri del cast principale di fronte alla casa per vedere in quali condizioni si trova l'immobile mentre il loro offerente è sul posto all'asta, le battaglie si susseguono tramite cellulare davanti alla casa oggetto dell'asta. "Vince" la puntata chi guadagna di più con l'immobile acquistato all'asta, "perde" chi ci ha rimesso con eventuali spese di ristrutturazione.
Lo show è caratterizzato dalle continue schermaglie dei contendenti davanti all'immobile.

## Cast
- Doug Hopkins (acquirente) e Alex (offerente)
- Scott Menaged (acquirente) e Lou Amoroso (offerente)
- John Ray (acquirente) e Jace Johnson (offerente)
- Ed Rosenberg (acquirente) e Steve Simons (offerente)
- Christina Charles (acquirente) e Curt Ranta (offerente)
- Tara (acquirente)

## Episodi
| Stagione | Stagione | Episodi | Inizio          | Fine           |
| -------- | -------- | ------- | --------------- | -------------- |
|          | 1        | 6       | 12 luglio 2012  | 26 luglio 2012 |
|          | 2        | 24      | 10 gennaio 2013 | 1º agosto 2013 |